# Rusticio Elpidio Domnulo
Flavio Rusticio Elpidio Domnulo (in lingua latina: Flavius Rusticius Helpidius Domnulus; Lione, ... – ...; fl. 457-470) è stato un politico, poeta e scrittore romano.

## Biografia
Forse di origine africana, era comunque legato alla città di Lione.
Era un vir spectabilis, oltre che comes consistorianus dell'imperatore Avito. Sotto l'imperatore Maggioriano ottenne la questura sacri palatii; fu convocato ad Arelate dall'imperatore (nel tardo 458), ed era lì presente insieme a Sidonio Apollinare e Pietro.
Si occupò di pubblicare edizioni di libri antichi: a Ravenna curò l'edizione delle opere di Pomponio Mela, e copiò l'epitome a Valerio Massimo di Giulio Paride. Era anche un buon poeta, cui Sidonio riconosceva il merito di aver saputo introdurre termini scientifici nei componimenti poetici. Sempre il poeta gallico narra che ad una cena ad Arelate sotto l'imperatore Maggioriano, Sidonio, Elpidio, Severiano e Lampridio improvvisarono dei versi su di un recente libro di Pietro. A lui vanno probabilmente attribuiti due poemi di tema religioso, una collezione di storie dall'Antico e Nuovo Testamento e un poema sui benefici di Gesù Cristo.
Nel 470 era ancora in corrispondenza con Sidonio; una lettera di quest'ultimo attesta come Elpidio visitasse frequentemente i monasteri nelle montagne del Massiccio del Giura.
Verso l'inizio del VI secolo potrebbe essere diventato Vescovo di Lione.